# Méricourt, Pas-de-Calais

Méricourt este o comună în departamentul Pas-de-Calais, Franța. În 1 ianuarie 2022 avea o populație de 11.651 de locuitori.